# Seehund (U-Boot)

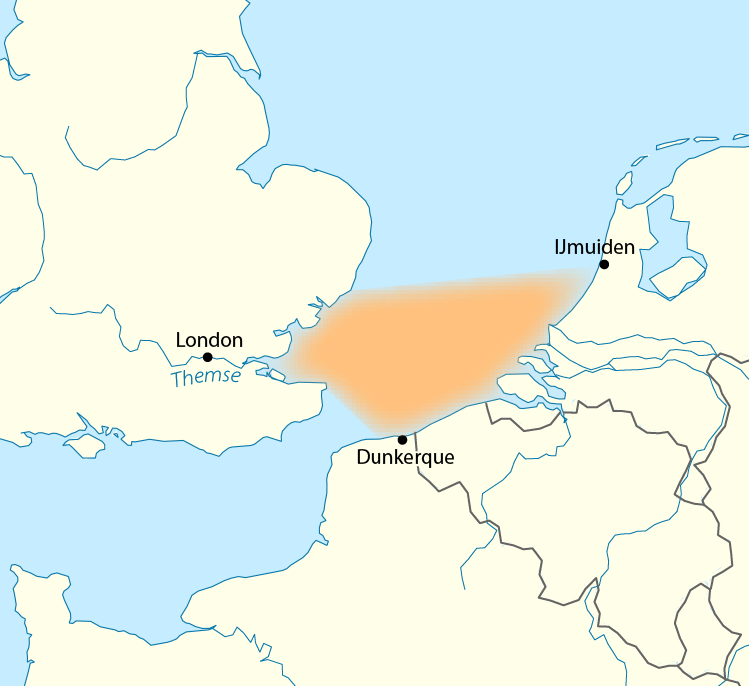
Das Haupteinsatzgebiet im Ärmelkanal

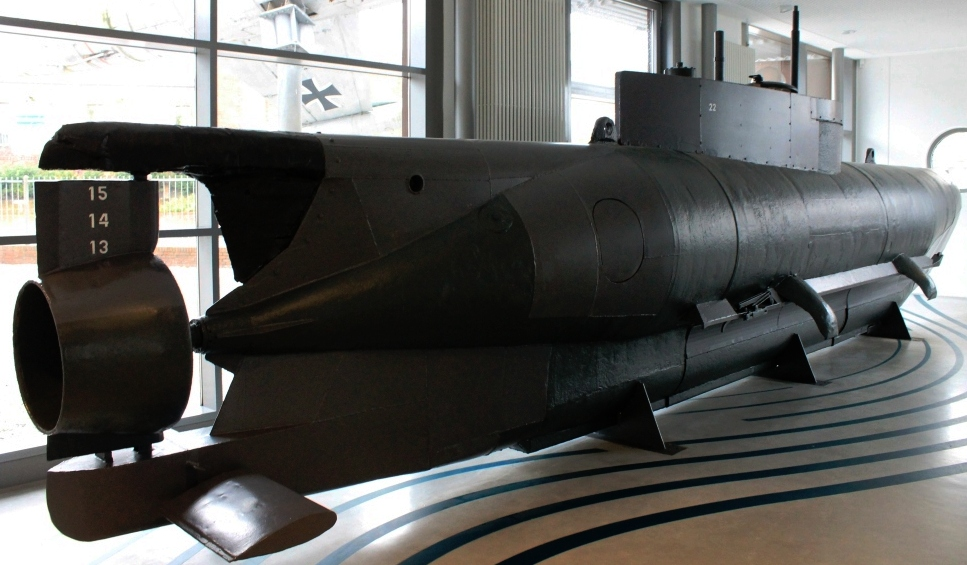
Kleinst-U-Boot Seehund im Marine-Museum Wilhelmshaven

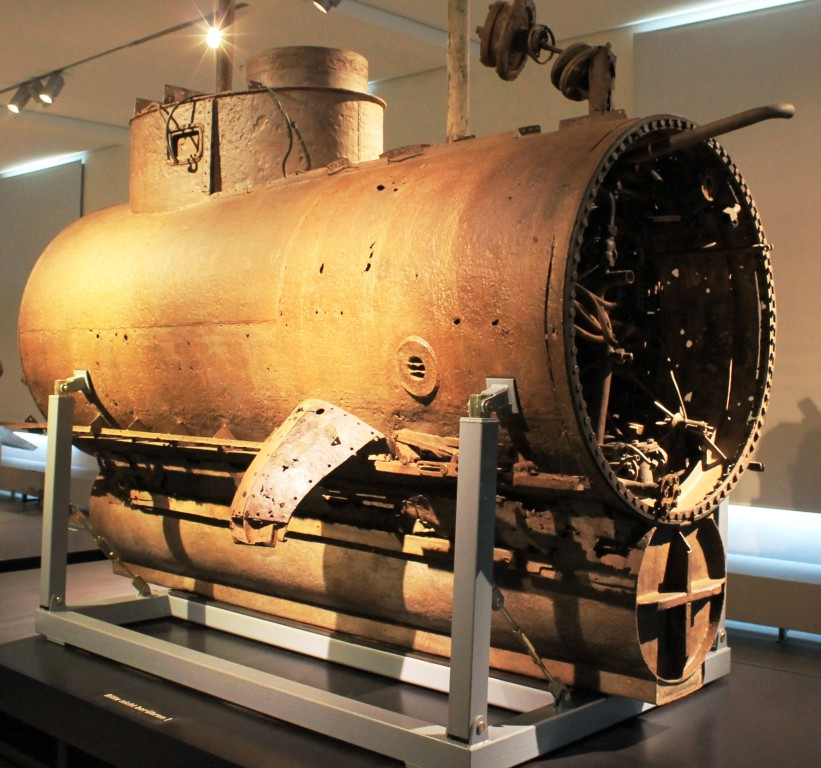
Mittelsektion vom Seehund im Militärhistorischen Museum der Bundeswehr

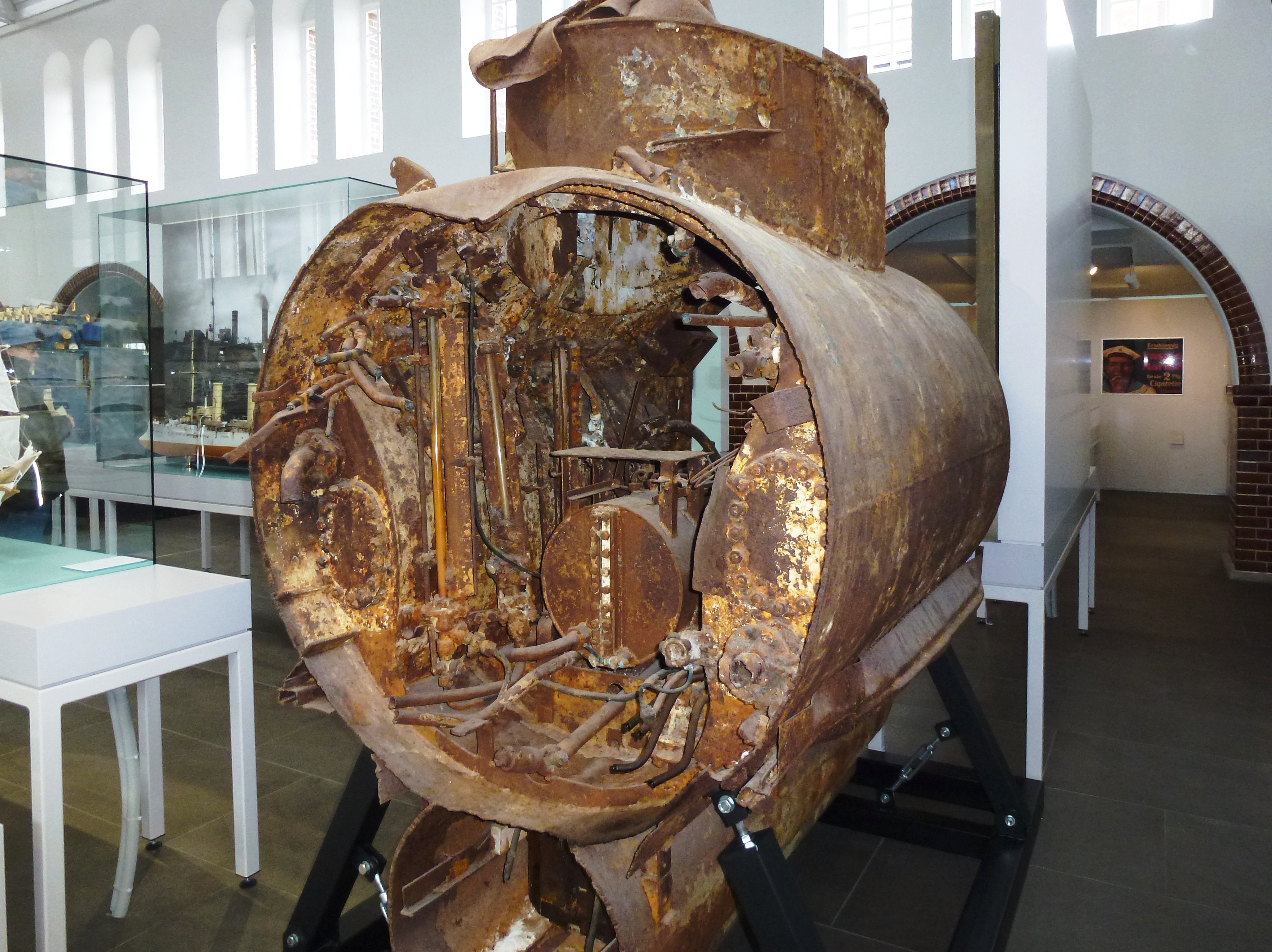
Wracksegment von Seehund im Schifffahrtsmuseum Kiel

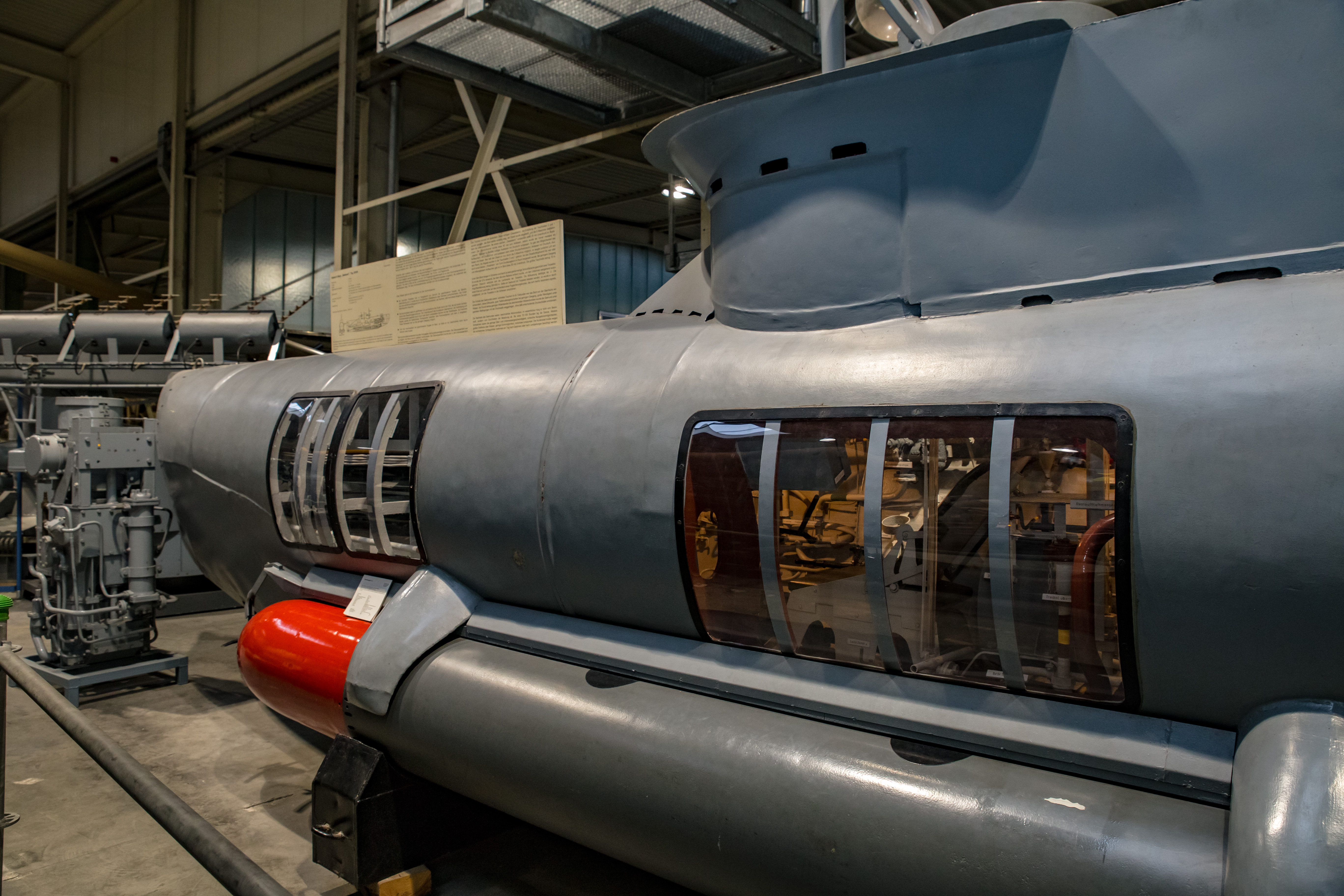
Schnittmodell des U-Boots Seehund in der Wehrtechnischen Studiensammlung Koblenz

Der Seehund (Typ XXVII B, später „127“) war eine Serie deutscher Kleinst-U-Boote mit zwei Mann Besatzung aus den letzten beiden Jahren des Zweiten Weltkriegs und stellte eine Weiterentwicklung des Kleinst-U-Bootes Hecht dar. Er folgte der Produktion des Einmann-U-Boots Molch.

## Entwicklung und Bau
Nach verschiedenen aufeinander folgenden Entwürfen ab XXVII B1 wurde XXVII B5 zur Entwicklung freigegeben.
Im April 1944 wurden die ersten Bauaufträge für Boote der U-Boot-Klasse XXVII B an diverse Werften vergeben und erhielten dort Baunummern und U-Boot-Nummern, obwohl die Baupläne noch nicht final vorlagen. Die ersten drei Prototypen wurden von den Howaldtswerken in Kiel im September 1944 ausgeliefert. Im Juni wurde ein Gesamtvolumen von 1000 Booten festgelegt, später auf 600 reduziert. Alliierte Luftangriffe sorgten für Verzögerungen und Materialknappheit, insbesondere bei den Batterien. Bis zum Kriegsende wurden 285 Exemplare des Seehunds fertiggestellt, 93 Boote lagen noch unfertig in den Produktionshallen:
- U 5001 – U 5003, Howaldtswerke AG, Kiel
- U 5004 – U 5100, Germaniawerft, Kiel
- U 5251 – U 5350, Schichauwerft, Elbing
- U 5751 – U 5800, Klöckner, Ulm
- U 6172 – U 6200, Cantieri Riuniti dell’Adriatico (CRDA), Monfalcone, Operationszone Adriatisches Küstenland
- U 6251 – U 6252, Schichauwerft, Elbing

## Einsatz
Aufgrund der schmalen Silhouette und der leisen E-Maschinen war das Boot mit den damaligen Ortungsgeräten nur schwer zu entdecken. Die Boote operierten hauptsächlich in der Deutschen Bucht und im Ärmelkanal und erwiesen sich als durchaus leistungsfähiges Waffensystem. Die Einsatzfahrten dauerten, abgesehen von Ausnahmen, bis zu sieben Tage.
Der erste Einsatz erfolgte am 31. Dezember 1944 vom niederländischen IJmuiden aus; von 18 Booten kehrten nur zwei zurück, die anderen sanken in einem schweren Sturm.
Die erste Versenkung eines Frachters bei Great Yarmouth gelang im Februar 1945.
Die Seehunde griffen hauptsächlich den Schiffsverkehr zwischen der Themse und der Schelde an.
Das Boot von Leutnant zur See Klaus Sparbrodt, U-5330, versenkte möglicherweise den frei-französischen Geleitzerstörer La Combattante. Britische Quellen gaben eine Mine als Grund an. Später wurde herausgefunden, dass die Torpedos von U-5330 stattdessen den britischen Kabelleger Alert versenkten.
Die Boote des Typs XXVII B versenkten eine Tonnage von 93.000 BRT.
Die letzten Einsätze am 28. April und 9. Mai 1945 dienten der Versorgung der in Dunkerque eingeschlossenen deutschen Truppen; anstatt Torpedos wurden in Containern Lebensmittel transportiert. Die Alliierten waren gezwungen, See- und Luftressourcen für die U-Boot-Jagd aufzuwenden.
Bei den 142 Einsätzen gingen 35 U-Boote verloren. Etwa 30 Prozent der Besatzungen wurden bei ihren Einsätzen gefangen genommen oder kamen ums Leben. Es wird berichtet, dass zahlreiche Besatzungen durch Kohlenmonoxid-Vergiftungen, verursacht durch die Bauweise der Motorenbelüftung, oder durch Lungenrisse umgekommen sind.
Um bei den mehrtägigen Einsätzen ohne Schlaf auszukommen, nahmen die Besatzungsmitglieder Pervitin.
Nach dem Krieg übernahm die Marine Nationale einige der Boote.

## Technik
Der Seehund bot eine gute Seetüchtigkeit sowie Manövrierbarkeit und konnte mit dem Dieselantrieb ein schnelles dynamisches Tauchen durchführen. Ausgelegt war das Boot für 30 m Tauchtiefe, erreicht wurden im Einsatz bis zu 70 m. Die normale Reichweite von 270 sm konnte durch Mitnahme von externen Treibstoffbehältern auf 500 sm gesteigert werden. An beiden Außenseiten des Bootes wurde ein Torpedo angebracht. Es war ein Einhüllenboot mit einem 5 mm starken Rumpf und einem Gewicht von 17 t. Das Vorschiff bestand aus den Tauchtanks und den Trimmzellen sowie dem Druckkörper. Hier befanden sich sowohl der Batterieraum, die Preßluftzellen sowie die Zentrale mit Diesel- und E-Motor. Hier saß der Ingenieur und hinter ihm der Kommandant/Steuermann. Der Kommandositz war mit einem Turm mit Sichtfenster und Einstiegsluke ausgestattet. Ebenso waren hier ein Sehrohr von 2 bis 3 m Länge, ein Steuerknüppel, die Seiten- und Tiefenruder sowie Kurssteueranlage aus dem Flugzeugbau verbaut. Weiterhin gab es ein Horch-, ein Funkgerät, zwei Kompasse, einen Tiefenmesser, eine manuelle Lenzpumpe und einen Schnorchel zur Sauerstoffversorgung für lange Tauchfahrten. Unter dem Druckkörper achtern waren weitere Tauchzellen, Batterien und der Kraftstofftank untergebracht. Der Ingenieur besaß dieselben Steuerelemente um den Kommandanten ablösen zu können. Aufgrund des begrenzten Raumes an Bord und des Fehlens einer richtigen Toilette war die mitgeführte Verpflegung extrem schlackenfrei. Hierfür befand sich unter dem hinteren Sitz eine tragbare Toilette in Form einer flachen Dose.
Die Navigation erfolgte mit zwei Kompassen, der Horcheinrichtung oder dem Sehrohr. Das Sehrohr war von Unterkante Kiel bis zum Sehrohrende gemessen 3,28 (Typ C15) bzw. 3,78 (Typ C16) Meter lang.

## Technische Daten
| Diesel-Motor:          | 44 kW (60 PS), 1400/min, 6-Zylinder-Lkw-Motor Büssing NAG LD 6                              |
| E-Maschinen:           | Generator 11 kW, Fahrmotor 18 kW, 1040/min, (90 V) AEG-E-Motor                              |
| Batterie:              | 8 Tröge vom Typ: 8 MAL 210 oder 7 MAL 210 (8 T 210?) der Firma AFA E-Kapazität max. 1600 Ah |
| Reichweite E-Maschine: | 15 sm bei 6 kn / 60 sm bei 2,2 kn                                                           |
| Reichweite Diesel:     | 270 sm bei 7,7 kn                                                                           |
| Atemluft:              | 45 Minuten für 2 Mann                                                                       |

## Weiterentwicklungen
Basierend auf den Eigenschaften des Seehunds, die im offensiven Einsatz mehr Erfolg versprachen als die teils parallel entwickelten und produzierten Modelle Biber und Molch, wurden Weiterentwicklungen des Typs XXVII konzipiert, von denen jedoch keine mehr produziert wurde.

### U-Boot-Klasse XXVII F
Unter der Typenbezeichnung XXVII F wurde im Sommer des Jahres 1944 im Hauptamt Kriegsschiffbau ein Kleinst-U-Boot entworfen, das mit einer Walter-Turbinenanlage ausgerüstet werden sollte. Die Boote dieser U-Boot-Klasse sollten einen Torpedo in einer Ausbuchtung unterhalb des Rumpfes transportieren.

#### Technische Daten
(Quelle:)
| Länge:           | 11,2 m                    |
| Breite:          | 1,0 m                     |
| Antrieb:         | 1 × 200-PS-Walter-Turbine |
| Geschwindigkeit: | 22,6 kn (getaucht)        |
| Bewaffnung:      | 1 Torpedo                 |
| Besatzung:       | 1                         |

Da die für diese U-Boot-Klasse vorgesehene Walter-Turbine mit Seewassereinspritzung zu diesem Zeitpunkt noch weit von der Serienreife entfernt war, wurde das Projekt zunächst zurückgestellt und schließlich beendet.

### U-Boot-Klasse XXVII K
Am 28. April 1944 gab die Kriegsmarine drei Kleinst-U-Boote des Typs XXVII K bei der Kieler Germaniawerft in Auftrag. Die Boote hatten die Baunummern 938 bis 940 und erhielten die Bootsnummern U 5188, U 5189 und U 5190. Die drei XXVII-K-Kleinst-U-Boote wurden bis zum Kriegsende nicht fertiggestellt.

#### Technische Daten
(Quelle:)
| Länge:                | 13,9 m                                     |
| Breite:               | 1,7 m                                      |
| Antrieb über Wasser:  | 1 × 100-PS-Dieselmotor, 80 PS im Kreislauf |
| Antrieb unter Wasser: | 1 × 8-PS-Schleich-Elektro Motor            |
| Geschwindigkeit:      | 9,5 kn (10 kn getaucht)                    |
| Bewaffnung:           | 2 Torpedos                                 |
| Besatzung:            | 2                                          |

## Museale Rezeption
Etwa 10 U-Boote des Typs XXVII B sind noch heute in Museumssammlungen zu besichtigen.
- In der Wehrtechnischen Studiensammlung Koblenz ist ein Seehund im Schnittmodell zu sehen.
- Ein Exemplar befindet sich im Deutschen Museum München, auch dieses ist in Sektionen unterteilt und mit Öffnungen versehen.
- Im Deutschen Marinearsenal in Wilhelmshaven ist ein fast vollständig erhaltenes Modell ausgestellt.
- Im Technikmuseum Speyer findet sich ein restauriertes Exemplar.
- Das Internationale Maritime Museum Hamburg hat als größtes Exponat ein gut restauriertes Boot.
- Im Marine Museum Brest findet sich ein Boot, welches nach dem Krieg durch die französische Marine erprobt wurde.
- Das United States Naval Shipbuilding Museum in Quincy (Massachusetts) hat in der Nähe der Salem ein Seehund-Exemplar mit der U-Boot-Nummer 075, welches nicht mit U 75 (U-Boot, 1940) zu verwechseln ist.
- u. a.
- Das Curioseum in sauerländischen Usseln hat ein U-Boot, das wegen der Ähnlichkeit mit dem Typ Seehund gelegentlich verwechselt wird.